# Jane Renfrew
Jane Margaret Renfrew, Baroness Renfrew of Kaimsthorn (geborene Ewbank), ist eine britische Archäologin, die insbesondere als Paläoethnobotanikerin Bedeutendes geleistet hat.

## Leben und Leistungen
Jane Renfrew ist eine Tochter des anglikanischen Priesters Ven. Walter Frederick Ewbank und Enkelin des Kolonialbeamten Robert Benson Ewbank. Sie entwickelte schon früh Interesse an der menschlichen Vergangenheit und nahm erstmals im Alter von zwölf Jahren an einer Ausgrabung teil. Sie begann am New Hall College der University of Cambridge mit dem Studium. 1963, noch als Studentin und unter ihrem Mädchennamen, veröffentlichte sie mit Antiquary on Horseback, eine Bearbeitung der Manuskripte von Thomas Machell. Etwa zu dieser Zeit begann sie sich zudem für Botanik zu interessieren, was zu einer Verbindung beider Interessen führen sollte. In Cambridge lernte sie auch Colin Renfrew kennen, den sie 1965 heiratete und mit dem sie zwischen 1968 und 1975 eine Tochter und zwei Söhne bekam. Im Juni 1991 wurde Colin Renfrew als Baron Renfrew of Kaimsthorn zum Life Peer erhoben, wodurch Jane Renfrew als seine Gattin den Höflichkeitstitel Baroness Renfrew of Kaimsthorn erhielt.
Von 1967 bis 1972 lehrte Renfrew am Department of Ancient History der University of Sheffield als Lecturer und war von 1978 bis 1981 auch Visiting Lecturer am Department of Archaeology der University of Southampton. Während sie in Nea Nikomedeia, Saliagos und Sitagroi in Griechenland sowie auf dem Balkan an Ausgrabungen teilnahm, sammelte sie dort wie auch in den Museen der Region Samen, die sie für ihre Dissertation in Cambridge im Jahre 1973 verwendete und die als Paleoethnobotany. The prehistoric food plants of the Near East and Europe publiziert wurde. 1981 ging sie als Fellow und Archäologische Studiendirektorin an das Lucy Cavendish College und damit zurück nach Cambridge. Am Lucy Cavendish College hatte sie verschiedenste Positionen inne, am bedeutendsten war sicherlich die der Vizepräsidentin des College. Als Garden steward leitete sie die Anlage eines Kräutergartens, der nur Pflanzen aus der Zeit vor der normannischen Eroberung Englands im Jahr 1066 beinhaltete und der heute der Öffentlichkeit zugänglich ist. Nach ihrer Pensionierung wurde Renfrew Emeritus Fellow des Colleges und ist zudem Senior Fellow am McDonald Institute for Archaeological Research der University of Cambridge. 1968 gehörte Renfrew auf einer Tagung im Schloss Kačina (deutsch Katschina) bei Prag gemeinsam mit Karl-Ernst Behre, Maria Hopf und Maria Follieri zu den Gründern der Internationalen Arbeitsgemeinschaft für Paläo-Ethnobotanik, die mittlerweile International Work Group for Paleoethnography heißt.
2012 schenkte Renfrew einen Großteil ihrer privaten Fachbibliothek an die Universität Trás-os-Montes und Alto Douro in Vila Real, Portugal. Als Dank und in Anerkennung ihrer archäologischen und archäobotanischen Arbeit sowie in Anerkennung ihrer Leistungen in mehreren Aufsichtsgremien von Botanischen Gärten wurde ihr zu Ehren im Botanischen Garten der Universität ein archäobotanischer Teilgarten mit dem Namen Idades do Homem (Zeitalter des Menschen) angelegt. Auch darüber hinaus wurde Renfrew eine größere Zahl an Ehrungen zuteil. Von 1983 bis 1986 war sie Präsidentin der International Work Group for Palaeoethnobotany, von 1986 bis 1989 Vizepräsidentin von The Prehistoric Society. Von 1991 bis 1997 war sie eine der Treuhänderinnen des Royal Botanic Gardens in Kew und ist es seit 1993 für den Stanley Smith Horticultural Trust und seit 1999 für den Botanischen Garten der Universität Cambridge. Der Stanley Smith Horticultural Trust stiftete ihr zu Ehren einen künstlich angelegten See für das Lucy Cavendish College. Sie ist Mitglied der Society of Antiquaries of London und der Society of Antiquaries of Scotland.
Renfrew forschte zur Herkunft und menschlichen Verbreitung von Nutzpflanzen, zum Ursprung und der Entwicklung der Landwirtschaft, der Verwendung von Pflanzen in prähistorischen Kulturen und den frühen Hochkulturen, zur menschlichen Ernährung und zur Geschichte des Weines als Kulturgut und vor allem als Kulturpflanze im Mittelmeerraum. Einer breiteren Öffentlichkeit wurde sie durch ihre kulturhistorischen Kochbücher bekannt.

## Publikationen (Auswahl)
- Paleoethnobotany. The prehistoric food plants of the Near East and Europe. Methuen / Columbia University Press, London / New York 1973.
- Food and Cooking in Prehistoric Britain. History and Recipes. English Heritage, Swindon 1985, ISBN 1-85074-079-8.
- Food and Cooking in Roman Britain. History and Recipes. English Heritage, Swindon 1985, ISBN 1-85074-080-1.
- New light on early farming. Recent developments in paleoethnobotany. Edinburgh University Press, Edinburgh 1991, ISBN 0-7486-0131-7.
- mit Magnus Renfrew und John K. Rose: Rus in Urbe. Chaucer Road and Latham Road. The History of Two Rural Roads in Cambridge. Solachra, Cambridge 1996, ISBN 0-9528751-0-1.
- Roman Cookery. Recipes and History (= Cooking Through the Ages). English Heritage, Swindon 2004, ISBN 1-85074-870-5.
- Prehistoric Cookery. Recipes and History (= Cooking Through the Ages). English Heritage, Swindon 2005, ISBN 1-85074-934-5.